# Phagocytose
Phagocytose (von altgriechisch φαγεῖν phageîn, deutsch ‚fressen‘ und altgriechisch κύτος kýtos, deutsch ‚Höhlung‘), eingedeutscht auch Phagozytose, bezeichnet die aktive Aufnahme von Partikeln (bis zu kleineren Zellen) in eine einzelne eukaryotische Zelle. Sowohl Protisten als auch spezialisierte Zellen eines Vielzellers sind zur Phagocytose fähig. Die Phagozytose ist eine Form der Endozytose.

Schematische Darstellung einer Phagocytose mit der Bildung eines Phagosoms.

## Protisten
Die Einverleibung kann bei Einzellern mit Formveränderung der Zelle geschehen, zum Beispiel durch ein Umschließen der fremden Partikel mit Pseudopodien (Scheinfüßchen) oder durch einen Einstülpungsvorgang (Invagination) oder ohne diese durch spezielle Organellen (Transport zum Cytostom per Buccalhöhle bei Wimpertierchen oder mittels Cytopharynx bei Wimpertierchen und einigen Euglenozoa). Durch die Phagocytose werden die eingeschleusten Objekte in Nahrungsvakuolen eingeschlossen, erst dort findet dann die eigentliche Verdauung statt. Die Protozoa benutzen den Weg der Phagocytose für die Nahrungsaufnahme. Sie nehmen die Stoffe in sogenannte Phagosomen auf, die sie dann in das Lysosom bringen, in dem die Zersetzung stattfinden. Anschließend gelangen die Einzelteile ins Cytosol. In Vielzellern sind lediglich wenige Zellen in der Lage, derart große Partikel aufzunehmen. So werden große Nahrungsbestandteile durch extrazelluläre Prozesse aufgenommen.

## Säugetiere und Mensch

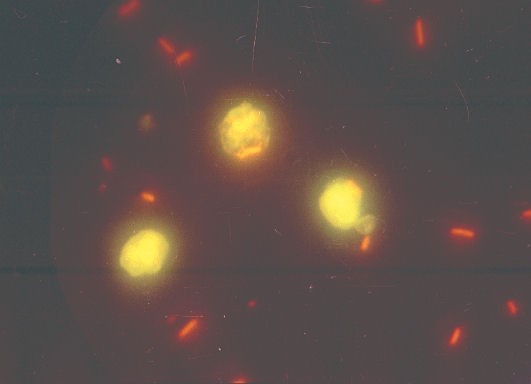
Leukocyten mit phagocytierten Bakterien

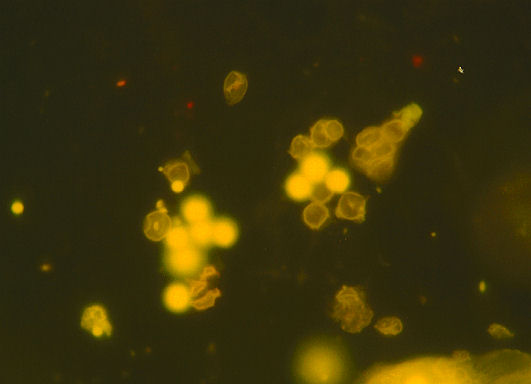
Erythrophagocytose

Bei Säugetieren und in der Humanmedizin wird der Begriff Phagocytose meist auf die Aufnahme größerer Partikel durch frei in Körperflüssigkeiten bewegliche spezialisierte Zellen, die sogenannten Phagozyten, bezogen. Zu den professionellen Phagocyten gehören die Makrophagen (Fresszellen) sowie die neutrophilen Granulocyten. Einhüllen und Zerstören eindringender Mikroorganismen durch Phagocytose ist ein wichtiger Bestandteil der Antwort des zellulären Immunsystems. Außerdem ist Phagocytose für die Beseitigung abgestorbener (apoptotischer) Zellen nötig. Dies ist quantitativ gesehen die weitaus wichtigste Funktion. Makrophagen phagocytieren täglich im menschlichen Körper mehr als 1011 ausgediente rote Blutkörperchen. Insbesondere die Aufnahme pathogener Mikroorganismen durch neutrophile Granulozyten ist ein wichtiger Teil der körpereigenen Immunabwehr. Die Phagozyten erkennen die pathogenen Mikroorganismen an deren spezifischen Oberflächenstruktur (beispielsweise aus Einfachzuckern – nicht zu verwechseln mit Antigenen). Die meisten Phagocytose-betreibenden Zellen sind Phagozyten (Zellen der Immunabwehr wie Makrophagen oder dendritische Zellen). Die phagozytierten Mikroorganismen werden in Vesikel eingeschlossen, die dann mit den Lysosomen verschmelzen und verdaut werden.
Bestimmte Erreger (z. B. Salmonella enterica, Shigella flexneri, und Mycobacterium tuberculosis) machen sich diesen Mechanismus zu Nutze, um mittels Phagocytose in Makrophagen eindringen und sich dort vermehren zu können. Dabei werden grundsätzlich zwei verschiedene Mechanismen unterschieden: Beim sogenannten Zipper-Mechanismus bildet der pathogene Mikroorganismus Zelladhäsionsmoleküle aus, die vom Rezeptor der Wirtszelle (beispielsweise eines Makrophagen) erkannt werden und eine Phagocytose auslösen. Der zweite Mechanismus ist der sogenannte Trigger-Mechanismus. Dabei injiziert ein Bakterium dem Phagozyten Effektor-Moleküle (spezifische Proteinmischungen), die die Wirtszelle dazu bringen, Membranausstülpungen zu bilden und dann eine Phagocytose auszulösen.
Voraussetzung für eine erfolgreiche Phagocytose ist die spezifische Erkennung und Bindung durch Rezeptoren auf der Zelloberfläche. Fremdkörper wie Bakterien oder Pilze werden durch Phagozyten am Infektionsherd beseitigt. Phagocytose spielt außerdem eine Schlüsselrolle bei der Initiation der adaptiven Immunantwort, indem sie die Freisetzung von proinflammatorischen Cytokinen unterstützt. Durch die Bindung phagozytärer Angriffsziele werden lymphoide Zellen angelockt. Außerdem können professionelle Antigen-präsentierende Zellen den antigenspezifischen Lymphozyten die Antigenpeptide präsentieren, die sie aus den aufgenommenen Partikeln durch limitierte Proteolyse generieren und sie so aktivieren.
Fibroblasten, Epithelzellen und Endothelialzellen sind nicht in der Lage, Mikroben zu fressen. Sie können jedoch apoptotische Zellkörper aufnehmen und so zum Turnover der Milliarden Zellen beitragen, die täglich aussortiert werden. Werden Antigene, die Gefahrensignale exponieren, phagozytiert, so lösen sie eine entzündliche Reaktion aus. Im Gegensatz dazu geben apoptotische Zellen bei ihrer Phagocytose anti-inflammatorische Signale ab, die eine weitere Schädigung des Gewebes verhindern. Die große Anzahl verschiedenster Phagozyten und Fresstargets und die Komplexität ihrer Interaktionen machen es unwahrscheinlich, dass die Phagocytoseprozesse überall gleich ablaufen. Phagocytose wird durch Rezeptoren vermittelt. Da die Natur der durch Phagocytose aufgenommenen Partikel sehr breit ist, ergibt sich die Notwendigkeit der Existenz zahlreicher verschiedener Rezeptoren für diesen Prozess. Wichtig in diesem Zusammenhang sind die Rezeptoren für die Mustererkennung, für Opsonine und für tote und sterbende Zellen.